# ال لانو (جمهوری دومنیکن)
ال لانو (به لاتین: El Llano) یک منطقهٔ مسکونی در جمهوری دومینیکن است که در استان الیاس پینیا واقع شده‌است. ال لانو ۱۰۴٫۴۹ کیلومتر مربع مساحت و ۴٬۹۸۶ نفر جمعیت دارد.